# Liste der denkmalgeschützten Objekte in Kematen an der Ybbs
Die Liste der denkmalgeschützten Objekte in Kematen an der Ybbs enthält die denkmalgeschützten, unbeweglichen Objekte der Gemeinde Kematen an der Ybbs im niederösterreichischen Bezirk Amstetten.

## Denkmäler
| Foto |                 | Denkmal                                                         | Standort             | Beschreibung | Metadaten |
| ---- | --------------- | --------------------------------------------------------------- | -------------------- | --- | --- |
| ja   | Datei hochladen | Kath. Pfarrkirche Hl. Familie HERIS-ID: 31259 Objekt-ID: 28195  | Standort KG: Kematen | Eine nach den Plänen von Matthäus Schlager im Jahr 1929 errichtete Saalkirche. Zubauten erfolgten von 1949 bis 1951 und 1958.  | BDA-Hist.: Q30885176 Status: § 2a Stand der BDA-Liste: 2025-06-30 Name: Kath. Pfarrkirche Hl. Familie GstNr.: 66/4 Pfarrkirche Kematen an der Ybbs |
| ja   | Datei hochladen | Bildstock hl. Johannes Nepomuk HERIS-ID: 31261 Objekt-ID: 28197 | Standort KG: Kematen | Eine Johann-Nepomuk-Statue aus dem dritten Viertel des 18. Jahrhunderts, aufgestellt in einer Kapelle aus dem 20. Jahrhundert. | BDA-Hist.: Q37941255 Status: § 2a Stand der BDA-Liste: 2025-06-30 Name: Bildstock hl. Johannes Nepomuk GstNr.: 286                                 |